# Едмунд Харашкевич
Едмунд Калікст Євгеніуш Харашкевич (пол. Edmund Kalikst Eugeniusz Charaszkiewicz; {14 вересня 1895, Понець — 22 грудня 1975, Лондон) — польський офіцер воєнної розвідки II-го відділу Генерального штабу Війська Польського, який спеціалізувався на партизанських війнах. У міжвоєнний період він брав участь у встановлені кордонів Польщі при конфліктах з країнами-сусідами.
Перед Другою світовою війною він десять років координував прометеїстський рух маршала Юзефа Пілсудського, головною метою якого було звільнення народів Східної Європи від Російської імперії та Радянського Союзу — завдання, яке Пілсудський вважав головним для Польщі, що перебувала під тиском Німеччини та Радянського Союзу, а також збереження здобутої незалежності Польщі.

## Ранні роки та початок кар'єри
Едмунд Харашкевич народився 14 вересня у Понеці, Провінція Позен, території Німецької імперії, яка була анексована у Польщі Пруссією під час Третього поділу Речі Посполитої (1795). Його батько — Станіслав Харашкевич — будівельник-підрядник, мати — Броніслава, до шлюбу Раєвська. Едмунд закінчив початкову школу в Понеці, в середній школі він з успіхом навчався в Кротошині, Катовицях і Кракові. У Кракові перед Першою світовою війною його сім'я жила на вулиці Довгій, 63. В Кракові,17 грудня 1915 року, Едмунд закінчив середню школу, вже будучи в лавах Польського легіону.
В цей час для учнів середніх шкіл на Галиччині було прийнято вступати в лави польських військово-патріотичних організацій. 1 листопада 1913 року Харашкевич, якому було 18 років, вступив у Клуб стрільців, а в 1913—1914 відвідував школу Асоціації відставних офіцерів, де його знали під псевдо Калікст (насправді це його друге ім'я).
Невдовзі після початку Першої світової війни, 4 чи 5 серпня 1914, Харашкевич записався у Польський легіон. Він пройшов службу у декількох відділенях, пережив декілька хвороб. З жовтня 1917 до лютого 1918 воював у складі Польських спеціальних військ (колишня друга бригада Польського легіону) в чині старшого фельдфебеля. Тоді він був звільнений з Легіону щоб служити в німецькій армії. Щоб уникнути служби, і так як він підпадав під арешт та інтернування як колишній польський легіонер, з 18 лютого до червня 1918 року він переховується в Кракові, а з листопада 1918 у Варшаві, де працював у Міністерстві військових справ Польської армії. Його начальниками там були два майбутні генерали Польщі: полковник Маріан Жегота-Янушайтіс та майор Стефан Паславскі.
Одразу по закінченні війни, 15 листопада 1918, Харашкевич вступив на службу до Армії Польської в званні молодшого лейтенанта. Протягом польсько-радянської війни (1919—1921) брав участь в битвах у Новосвєцянах, Підброді, Бездонісі, Вільнюсі та Ейшишці. Під час польського захисту Вільнюса його взяли у полон та тримали з 19 липня по 18 серпня 1920 року литовці. Він утік, повернувся у Білостоцький стрілецький полк, де керував 11-ю кампанією (21 вересня — 6 жовтня), потім служив молодшим офіцером в 9-й кампанії. 27 лютого 1921, за доблесть та мужність проявлені за лінією фронту, в Радянському Союзі, його рекомендували до отримання найвищої польської військової нагороди — Virtuti Militari.

## Військова розвідка
15 грудня 1920 року Харашкевич вступив на службу до 2-ї секції Генерального штабу — розвідки, в бюро плебісциту верхньої Сілезії. Протягом Третього Сілезького повстання (2 травня — 15 серпня 1921 року) він служив замкомандира загонів знешкодження, відомих як група «Вавельберг». За відвагу та мужність під час операції проти німецьких військ, 18 лютого 1922 його знову представили до нагородження Virtuti Militari. 27 червня 1922 лейтенанта Харашкевича нагородили орденом за заслуги Virtuti Militari 5-го ступеня.
Пізніше, а саме 16 лютого 1940 року в Парижі, Харашкевич описував операції військової розвідки Польщі під час Третього Сілезійського повстання, як модельні у своєму роді: завдання були чітко сформульовані, особовий склад був вміло вибраний та навчений, вся необхідна вибухівка, зброя, амуніція, спорядження та додаткові знаряддя були доставленні на територію операції заздалегідь, а плани операцій були точно та ефективно розробленими. Пізніше це ж повстання він наведе у контрприклад незграбній підготовці та виконанні польським військом взяття Заолжя, що відбулося через 17 років, у 1938 році. Крім того політична ситуації всередині країни, так і в сусідній країні  — Німеччині, а також у світі були сприятливими для Польщі. Населення польської Сілезії підтримало повстання і всі соціальні групи долучилися до збройної боротьби, крім комуністів, які виступали з нейтральних позицій, підтримуючи пролетаріат.
Між 1918 та 1923 Харашкевич пройшов три з чотирьох років навчання з курсу права у Варшавському університеті.
Після Третього Сілезького повстання (2 травня — 5 липня 1921) в 1922 Харашкевича призначили у Другий відділ Генерального Штабу. У рекомендаціях його описували як людину з сильним характером, ініціативну, енергійну та з ентузіазмом, віддану обов'язкам, які яскраво проявилися під час таємних операцій у Литві, до якої у Польщі були претензії щодо Вільнюса. В 1928 році його нагородили Срібним Хрестом за мужність, за заслуги в діяльності у тилу Радянської армії, участь і підготовку Третього Сілезького повстання, за охорону життя та власності громадян Польщі в Польсько-Литовській нейтральній зоні від нерегулярних військ литовців.
У записах про Харашкевича сказано, що він володів німецькою, французькою та англійською мовами, які використовував для виконання завдань розвідки. Його підвищили до звання лейтенанта 1 червня 1919 року, до капітана — 1 липня 1925 року, а до звання майора — в 1935 році.
З 1931 до початку Другої світової війни Харашкевич, у звані майора, служив начальником Другого відділу 2-ї секції Генерального штабу. Другий відділ, названий так 1 квітня 1929 року, відповідав за планування, підготовку та проведення військових таємних операцій.
Перед обличчям зростаючих загроз з боку Німеччини та Радянського Союзу, одразу після закінчення І СВ Польща почала створення таємної зафронтової організації. Харашкевича долучили до цього процесу вже 15 квітня 1922.
Після приходу Адольфа Гітлера до влади в 1933 мережа таємних організацій почали розвиватися ще швидше. Їхні члени, у майбутніх військових конфліктах, мали паралізувати транспортну систему ворога — дороги та залізницю, та знищувати ворожі військові склади. Таємні мережі створювалися як в самій Польщі, так і в сусідніх країнах, в основному в Німеччині та Радянському Союзі.
Особовий склад таємної мережі добирався надзвичайно обережно. Завдяки цьому розвідки сусідніх з Польщею країн нічого про неї не знали аж до середини 1939, коли зростаюча загроза з боку Німеччини не викликала масову появу польських добровольчих військових організацій.

## Прометеїзм

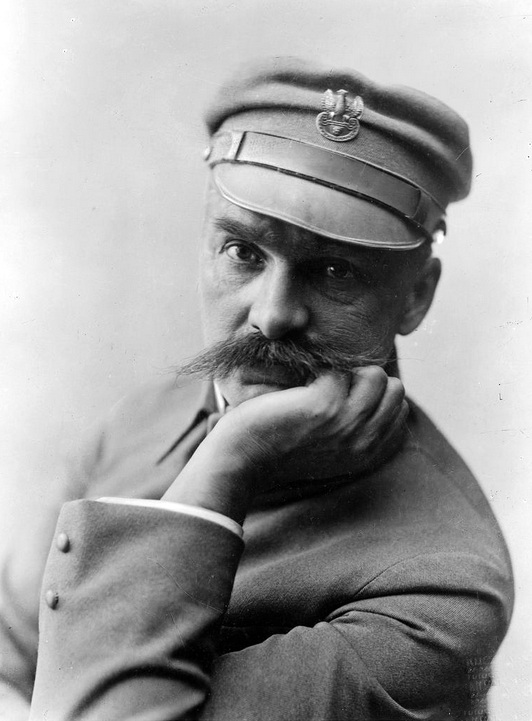
Юзеф Пілсудський, приблизно 1916

Друге відділення генштабу відповідало також за операції «Прометей», ідейником яких був Юзеф Пілсудський. Головна ідея полягала в підтримці рухів опору серед неросійських народів Радянського Союзу, що призвело б до перемоги над радянським імперіалізмом. Дехто вважає, що головною метою «Прометея» було розчленування Радянського Союзу.
Пілсудський та його прихильники, «пілсудкісти», мали домінуючий вплив на уряд Польщі в міжвоєнний період, тому завдання «Прометея» були інтегровані в програми багатьох польський громадських інститутів, які займалися справами пов'язаними із Східною Європою.

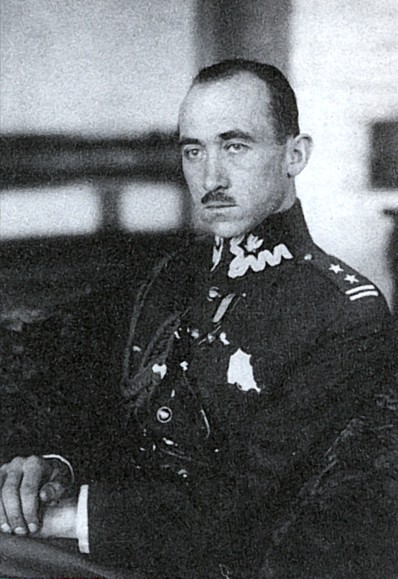
Тадеуш Шаетцель

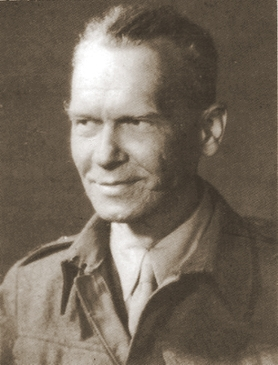
Тадеуш Пелчинський

Після Травневого перевороту Пілсудського в 1926 році, Другий відділ почав інтенсивніше займатися програмою «Прометей». До лідерів руху належали такі визначні представники Санації як полковник Валері Славек, публіцист та депутат Сейму Тадеуш Головко. Велику увагу «Прометеєві» приділяли керівники виконавчої служби Другого відділу полковники Тадеуш Шаетцель та Тадеуш Пелчинський, заступник начальника відділу лейтенант-полковник Йозеф Енґліхт. Розвідувальними операціями «Прометея» керував Едмунд Харашкевич. Були встановлені зв'язки з Україною, а також з представниками кількох кавказьких націй: азербайджанцями, вірменами та грузинами.
Виконуючи програму операції «Прометей» Другий відділ співпрацював з офіційними установами, наприклад, Інститутом досліджень національних справ (пол. Instytut Badań Spraw Narodowościowych), Польсько-Українським товариством (пол. Towarzystwo Polsko-Ukraińskie), разом з яким з 1932 року випускав польсько-українську брошуру. В Польсько-Українському товаристві працювали спеціалісти у справах Східної Європи — Леон Василевський, Станіслав Лось та Станіслав Стемповський, а також засновник товариства, його головний ідеолог та видавець брошури Влодімєр Банчковскі, ключова фігура у русі «Прометей». З березня 1934 року Харашкевич входив у Комісію з дослідження східних земель Польщі (пол. Komisja Naukowych Badań Ziem Wschodnich) та Комітет східних земель та народів Польщі (пол. Komitet do Spraw Ziem Wschodnich i Narodowościowych) при Раді Міністрів. Вже до того часу він виступав речником представників східних земель Польщі, які прагнули більшої свободи вираження національних інтересів.
Починаючи з 1927 року, Василевський, Славек, Шаетцель та Головко закладали основи для руху «Прометей» в Парижі, Варшаві та Стамбулі. Вони вивчали питання пов'язані із національним самовизначенням та федеративним устроєм, при цьому заручалися допомогою спеціалістів різних інститутів, наприклад, Інституту Сходу у Варшаві та Вільнюсі, а також Інституту вивчення народів, та різних наукових публікацій.
Заступниками Харашкевича у Другому відділі були офіцери, що брали участь в Третьому Сілезькому повстанні: Фелікс Анкерштайн (1929—1939), під час повстання, з 27 квітня командував підгрупою «Бутрим», та майор Влодімєр Домбровскі, який командував відділенням «G» групи «Вавельберга», при Службі знешкодження.

## Таємні операції

### Другий відділ
Станом на 1935 рік у Другому відділі працювало 11 офіцерів, сім з них у групі «А» (відповідала за Західну Німеччину, Східну Прусію, Данциг, Чехословаччину) під командуванням Анкерштайна, та 22 цивільних працівника-контрактника. Особовий склад був досить стабільним, більшість з офіцерів служили у Другому відділі впродовж наступних шести років.
Головним завданням Другого відділу було організація та проведення таємних операцій за межами Польщі, переважно у сусідніх країнах, та підготовка центрів опору на території Польщі, яка у разі війни могла бути окупована ворогами. Група «B» (що відповідала за східний напрям), в 1937—1939 очолювана майором Домбровським, готувала таємні операції проти Радянського Союзу, та надавала підтримку операціям «Прометей» серед неросіян (емігрантам із Кавказу, татарам, українцям, козакам з Дону), та створювала підпільні організації на польському кордоні з БРСР та УРСР. Група «А» (західний напрям) відповідала за підготовку і проведення таємних операцій проти західних сусідів.
Агенти Другого відділу діяли в Німеччині, Данцигу, Чехословаччині та Литві. Вони також проникли в ряди організацій німецьких емігрантів антинацистів в Чехословаччині, а також у Франції. В 1935 році Харашкєіч та Анкерштайн у місті Данциг організували підпільну «Групу Зигмунт», яка у вересні 1939, на самому початку ІІ СВ мала захищати відділення польської пошти у Данцигу. Мережа «Групи Зигмунт» мала покрити західний кордон Польщі, Померанію та вільне місто Данциг, і у випадку окупації ворогом цієї території мала здійснювати саботажі та таємні операції.
Підписання польсько-німецького пакту про ненапад 26 січня 1934 поміняло векторність польської зовнішньої політики. Територія Чехословацького Заолжжя (претензії на яку висувала Польща) вийшла із сфери інтересу Другого відділу, але з весни 1934 року тут почала діяти таємна пропаганда та створюватися підпільні організації.

### Комітет Семи
Харашкевич запропонував своєму старому товаришу по службі у Польському легіоні Віктору Томіру Дріммеру, який з 15 вересня 1933 року до початку ІІ СВ працював директором консультативного відділу польського міністерства зовнішніх справ, створити організацію, яка б діяла у всіх країнах що межують з Польщею. У міністерстві погодилися, що це необхідно, так як війна з нацистською Німеччиною була б невигідною, а організація має бути абсолютно секретною, як на території Польщі, так і за кордоном, мати націоналістичний характер, та бути більш елітарною ніж відкритою для усіх прошарків суспільства, за своєю природою. Статут організації створив капітан Анкерштайн.
Остаточно було вирішено, що організацією керуватиме «Комітет Семи» (К-7), що наполовину складатиметься з працівників Міністерства закордонних справ — Дріммера, його замісника з питань політики пр. Владислава Юзефа Залеського, Тадеуша Ковальського та його замісника Тадеуша Ковалеця та наполовину із співробітників Другого відділу — Харашкевича, Анкерштайна і його замісника капітана Войцеха Ліпінського. Пізніше підполковник Людвік Зих, начальник польської прикордонної охорони, приєднався до керівного органу.
К-7 займалася наймом у ряди організації польської молоді, що проживали в Німеччині, Латвії, Литві та в румунській частині Буковини. Їх тренували у малих групах, готуючи до можливої війни. Починаючи з травня 1938 К-7 проводила вишколи у Варшиві, Гдині та декількох інших польських містах.

### Операція в Заолжі
Перша польська таємна операція пройшла в Заолжі приблизно в 1935; пізніше члени К-7 брали участь у анексії Польщею цієї території в 1938. Після анексії Заолзя, 7 жовтня 1938 року почалася підготовка до операції під кодовою назвою «Лом» у найсхіднішій частині Карпатської Русі, що належала Чехословаччині. Операція підтримувалася з півдня групами, що розміщувалися в Угорщині. Командувачем операцією на місці був майор Анкерштайн, генеральне командування здійснював Харашкевич з Варшави. Операція проводилася в жовтні та листопаді 1938 та спричинила до перемоги у Першому Віденському трибуналі (2 листопада 1938). В середині 1939 завдання операції було повністю виконаним: територія Карпатської Русі повернулася до Угорщини, яка володіла нею до І СВ, а це, в свою чергу, призвело до відновлення старого Польсько-Угорського кордону.
Шість місяців потому, підчас вересневого завоювання Польщі в 1939, Польсько-Угорський кордон мав стратегічно важливе значення, адже угорський уряд регента Міклоша Горті відмовив Гітлеру та не дозволив прохід німецьких військ через Карпатську Русь у південно-східну Польщу, що лише пришвидшило б падіння Польщі, пояснюючи це тим, що це справа «угорської честі». Відмова Горті дозволила польському уряду та десяткам тисяч польських військовиків втекти до сусідніх Румунії та Угорщини, а звідти до Франції та підконтрольну Франції частину Сирії, щоб продовжити війну у третьому за кількістю бійців об'єднані, після Британії та Франції.

### Розробка підпільних мереж
Наступним завданням Другого відділу було створення «мереж зафронтової диверсії», які мали виконувати розвідку, саботажі та таємні операції на самому початку війни, особливо на територіях окупованих Німеччиною. Харашкевич створив концепцію таких мереж. Їм давали різні назви «Таємна Організація Військова, ТОВ», або «Мобільні бойові одиниці». В багатьох випадках — в Сілезії, південно-західній Польщі — після того як Польщу окупувала Німеччина у вересні 1939, ці мережі стали основою для перших місцевих рухів опору, і потім стали частиною Організації Збройної Боротьби (пол. Związek Walki Zbrojnej, або ZWZ).
Однією з організацій, що виникла з ідеї створення мереж таємних операцій за лінією ворога, 22 вересня 1939 року в Кракові, була Організація Орла Білого (пол. Organizacja Orła Białego, або OOB), яка вже в 1940 стала частиною ОЗБ. ООБ була головною організацією, яка мала добру інфраструктуру не лише в південній Польщі, але й в Сілезії, Варшаві та Любліні. Наказ на створення ООБ дав замісник Харашкевича, Анкерштайн, який для цієї мети прибув з Угорщини до Кракова. Перед поверненням назад в Угорщину та подорожжю далі на Захід, він провів триденний тренінг по проведенню таємних операцій для членів ООБ.
Перед війною була створена таємна мережа з груп, завданням яких було паралізувати канали зв'язку, та знищити ворожі склади провізії та командні пункти. Члени мережі мали різноманітний попередній досвід участі в парамілітарних організаціях, від Товариства стрільців та Союзу підофіцерів-резервістів (пол. Związek Podoficerów Rezerwy) до Повітового управління фізичного виховання та військової підготовки (пол. Powiatowe Urzędy Wychowania Fizycznego i Przysposobienia Wojskowego, або PUWFiPW), Польського скаутського товариства (пол. Związek Harcerzy Polskich, або ZHP), Польської Соціалістичної Партії, та інших.
Підготовча робота координувалася Відділом планування розвідки та військової диверсії (пол. Wydział Planowania Wywiadu I Dywersji Wojennej), що був створений в кінці 1937 року. Завдання відділу включали і організацію операцій по мобілізації мережі розвідки за кордоном та забезпечення її функціонування у воєнний час, а також підтримка таємними операціями армії на фронті.
Весна 1938 почалася інтенсивним вишколом членів підпільної мережі. Під прикриттям навчання з цивільної оборони Другий відділ організував тренінги де вивчали основи криптології, розвідувальну мікрофотозйомку, саботаж шляхів залізничного сполучення, рукопашний бій, нові види зброї та вибухівки, а також придушення вогню. З огляду на значну перевагу ворога в озброєнні, артилерії і, особливо, повітряних силах було прийняте рішення розширити завдання підпільних мереж. 3 червня 1939 Другий відділ надіслав командуваню армії спис правил підпільних організацій; серед решти приписів було сказано, що лише ті члени підпілля могли знати один одного, які виконувала однакове практичне завдання.
Влітку 1939 в дислокаціям та патрулям таємної мережі почали постачати зброю та вибухівку. Доставка боєприпасів здійснювалася по таємній мережі, про яку не знав Третій Рейх. Але не дивлячись на секретність підготовки, німецька розвідка дістала інформацію про польські мережі, а німецька служба безпеки отримала наказ ліквідувати їх. Коли війна лише почалася у вересні 1939, масовий терор німців щодо польського населення, який в багатьох випадках не мав жодних підстав, паралізував мережу польських підпільних організацій.
У вересні 1939, під час відступу перед переважаючими силами німецької армії, Дріммер та інші лідери підпілля під час перебування у Казімежі Дольному розділилися та відтепер діяли окремо. Так само як і в Польському Консульстві в румунській частині Буковини, К-7 підготував групу молоді до проведення таємних операцій. Сам майор Харашкевич на початку війни став керівником відділу «F» у Генеральному Штабі, та перебував на цій посаді з 1 по 20 вересня 1939. За іншою інформацією він виконував спецдоручення генштабу та особисто Ріжа-Смігла, та з цими повноваженнями за підтримки маршала створив щонайменше одну підпільну організацію приблизно 12 вересня. Згодом Харашкевич, як і інші члени К-7, перейшов польсько-румунський кордон, та готував групу офіцерів, які мали повернутися на окуповану територію Польщі щоб створити іншу підпільну організацію.
В Румунії Харашкевич встановив зв'язок з групою Санації та «групою Шаетцеля-Дріммера», які мало підтримували Маршала Ріжа-Шміглі, але були лояльними до Міністра закордонних справ Юзефа Бека. Харашкевич також був однією з ключових фігур у створенні Служби «R» головного відділення польської розвідки в Бухаресті, з центрами-сателітами по всій Румунії. Це було важливо не лише для проведення розвіддіяльності, але і для підтримки зв'язку з окупованою Польщею.

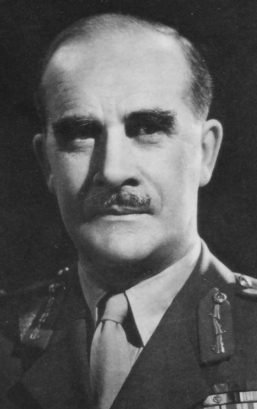
Колін Габбінс

В жовтні 1939 в Бухаресті Харашкевич отримав листа від свого британського колеги, підполковника Коліна Габбінса, який невдовзі став головним лобістом Служби Спецоперацій, в якому йшлося про те, що Габбінс хотів би особисто зустрітися з Харашкевичем, та пропонував йому усю можливу допомогу, в тому числі фінансову (від якої Харашкевич відмовився). Завдяки Габбінсові від Британського військового аташе Харашкевич отримав британську візу.

## Велика Британія та Франція
Харашкевич ніколи не користувався візами. 31 жовтня 1939 він приїхав у Францію, де спочатку (листопад 1939 — квітень 1940) перебував у казармах Бессьєр без жодних призначень. Після короткого перебування в таборі для офіцерів у Вічі (квітень — травень 1940), він приєднався до Офіцерського Легіону в Ніорті.
Протягом «сидячої війни» новий польський Прем'єр-міністр та командувач у вигнані, генерал Владислав Сікорский, з'ясовував причини польської поразки у вересні 1939, із рапортів, які склали офіцери, що володіли відповідною інформацією. Можливо саме у відповідь на це Харашкевич склав серію звітів у кінці 1939 — початку 1940, які привернули до себе увагу, і які складають основу серію документів опублікованих через 60 років, у 2000.
Сікорський, чия військова та політична кар'єра не мала майбутнього після приходу до влади після Травневого перевороту 1926 «пілсудкістів», відсторонив від участі у Русі спротиву тих, хто були близькими до останніх. Саме тому досвідчені офіцери, які мали досвід веденя партизанських воєн, наприклад, Харашкевич, якому тоді було лише 44 роки, ніколи більше не допускалися до таких операцій.
Після капітуляції Франції 22 червня 1940 року Харашкевич евакуювався до Великої Британії. В Шотландії він спочатку перебував у таборі для офіцерів «Дуглас» (липень-серпень 1940), потім в таборі для офіцерів «Броутон» (серпень-вересень 1940).
Він створив та служив замісником командира, а потім й командиром, бронепотяга «C», згодом і «D» (жовтень 1940 — серпень 1943) Першого дивізіону бронепотягів (пол. 1 Dywizjon Pociągów Pancernych). 3 серпня 1943 року його перевели у польський центр навчання піхоти, потім в адміністративний відділ польського Міністерства Держоборони. До лютого 1946 був замісником, а потім — начальником Інформаційного відділення інспекції польського військового командування. 27 травня 1945 року його підвищили до підполковника. З лютого 1946 до квітня 1946 від керував Генеральним відділом в інспекції по цивільним справам, а в вересні 1946 він приєднався до Польського корпусу переселенців. Був демобілізований 1948 року, потім мешкав у Лондоні.
Харашкевич брав активну участь в житті спільноти польських емігрантів: в «Лізі за Незалежність Польщі» Пілсудського (пол. Liga Niepodległości Polski) та Інституті Юзефа Пілсудського (президентом якого він був багато років). Він заснував та видавав протягом декількох років газету Інституту Юзефа Пілсудського «Незалежність». Він також був відомий серед членів Спілки Сілезьких повстанців (пол. Związek Powstańców Śląskich). Він продовжував поширювати ідеї руху «Прометей», і вперше за багато років праці став голосом цієї організації.
Впродовж років праці у розвідці та офіцером у таємних операціях Харашкевич допоміг розробити передові техніки асиметричної війни. Перед самим початком Другої світової війни, впродовж тижневого візиту до Лондона, цією інформацією він поділився з британським полковником Холландом, підполковником Габбінсом (майбутній директор Департаменту Спецоперацій), та технічними працівниками. У своїх рапортах про ці зустрічі Харашкевич наголошував на тому, що вміння польських бійців у цій справі були набагато кращі ніж у британців.
Він помер у Лондоні 22 грудня 1975 року.

## Військові нагороди
Харашкевич отримав багато польських військових нагород, в тому числі: Хрест Virtuti Militari (Срібний Хрест, 1922), Polonia Restituta (3-й командирський, 4-й офіцерський та 5-й лицарський класи), Хрест Незалежності із мечами (1931), Хрест мужніх (1922, отримав нагороду тричі), Срібну Медаль за заслуги, та Сілезійський стяг за мужність та заслуги, а також численні закордонні нагороди.